# 平佐氏
平佐氏（ひらさし、ひらさうじ）は、日本の氏族。大江姓毛利氏の一族である。

## 大江姓平佐氏
平佐氏は、大江氏の一族で、安芸国国人の毛利元春の四男・中馬忠広の次男、中馬広貞が安芸国高田郡平佐郷を領し、その地名から平佐の名字を名乗った。戦国時代には毛利氏を補佐する庶家として活躍し、平佐元賢・就之親子は毛利元就の側近として活躍した。また、吉川元春が吉川氏を相続する際に家臣となった平佐就有などもいた。
慶長5年（1600年）の関ヶ原の戦いの後、平佐氏は毛利氏に従い父祖伝来の地を離れ、長門国萩に移住したが、一部の者はそのまま帰農し、現代でも安芸高田市周辺では平佐を名字とする家が多い。

## 家系
```
毛利元春

 　┣━━━━┓

毛利広房
　
中馬忠広

 　┃　　　　　　┣━━━━━┳━━━━┓

毛利光房
　 
長屋忠親
　  
平佐広貞
　　 
広国

 　┃　　　　　　　　　　　　 　　 ┃

毛利煕元
　　　　　　　　　 
平佐元淵

 　┃　　　　　　　　　　 　　　　 ┃

毛利豊元
　　　　　　　　　 
平佐元賢

 　┃　　　　　 　　　　　　　　　 ┃

毛利弘元
　　　　　　　　　 
平佐就之

 　┃　　　　　 　　　　　　　　　 │

毛利元就
　　　　　　　　　 
平佐元貞
（養子、
粟屋就貞
の子）
 　┃　　　　　　　　　　　　　　  ┃

毛利隆元
　　　　　　　　　 
平佐元宣

 　┃　　　　　　　　　　 　　　　 │

毛利輝元
　　　　　　　　　 
平佐貞宣
（養子、
浦元貞
の子）
 　　　　　　　　　　　　　　　　　 ┃
　　　　　　　　　　　　　　　 
平佐貞英
```